# Ausserberg
Ausserberg (gsw. Üsserbärg) – miejscowość i gmina (Politische Gemeinde) w południowej Szwajcarii, w kantonie Valais, w okręgu (Bezirk) Westlich Raron. Leży nad Rodanem.

## Demografia
W Ausserbergu mieszka 613 osób. W 2021 roku 6,4% populacji gminy stanowiły osoby urodzone poza Szwajcarią. 

## Współpraca
Miejscowość partnerska:
- Meilen, Zurych